# The Neville Brothers
Pour les articles homonymes, voir Neville.
The Neville Brothers est un groupe de rhythm and blues, de funk, et de soul, fondé en 1976 à La Nouvelle-Orléans.

## Membres du groupe
- Art Neville (17 décembre 1937-† 22 juillet 2019) : clavier, chant
- Charles Neville  (28 décembre 1938-† 26 avril 2018) : saxophone, flûte, chant
- Aaron Neville (24 janvier 1941-/) : clavier, chant
- Cyril Neville (10 janvier 1948-/) : percussions, chant

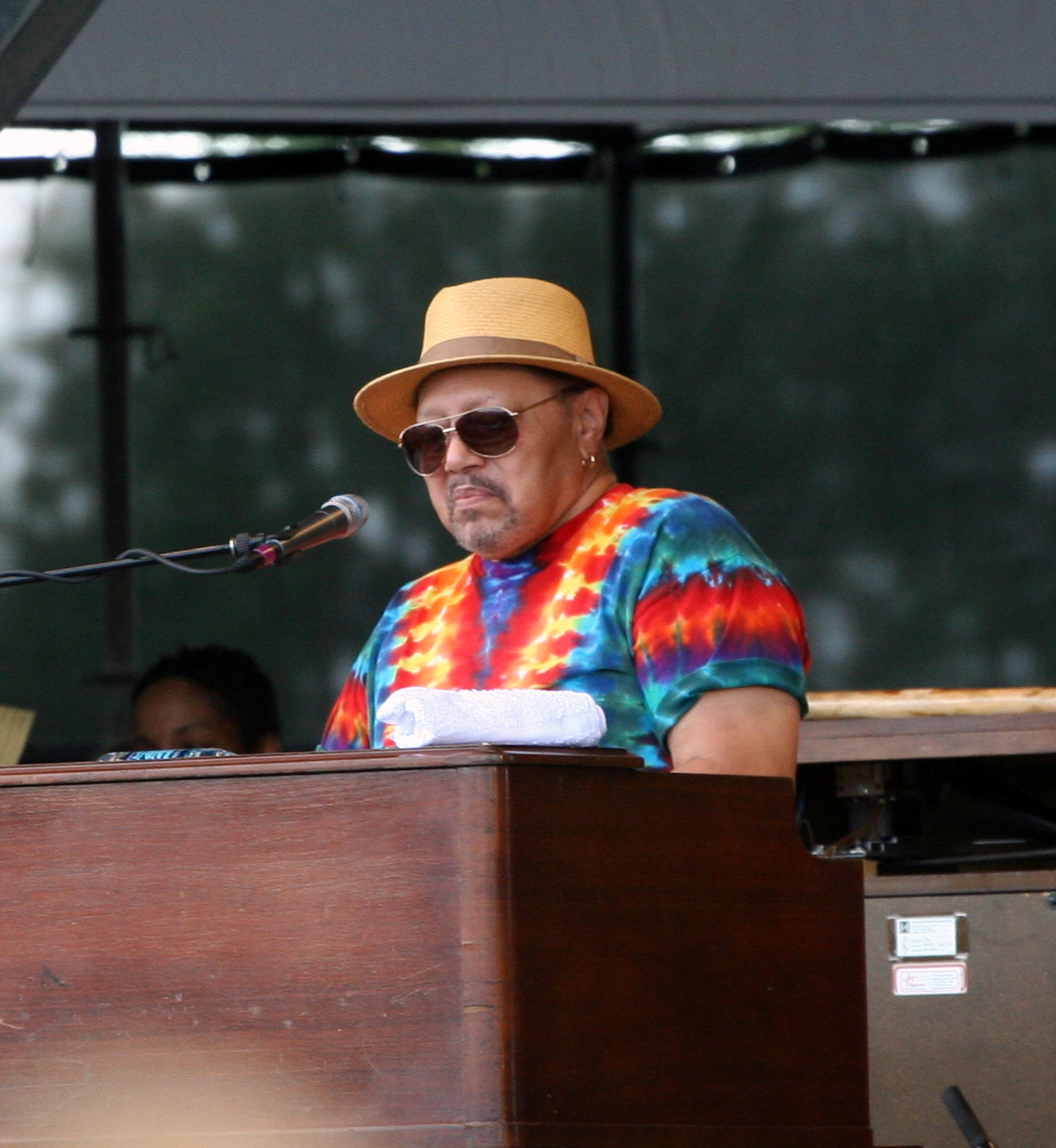
Art Neville en 2012.
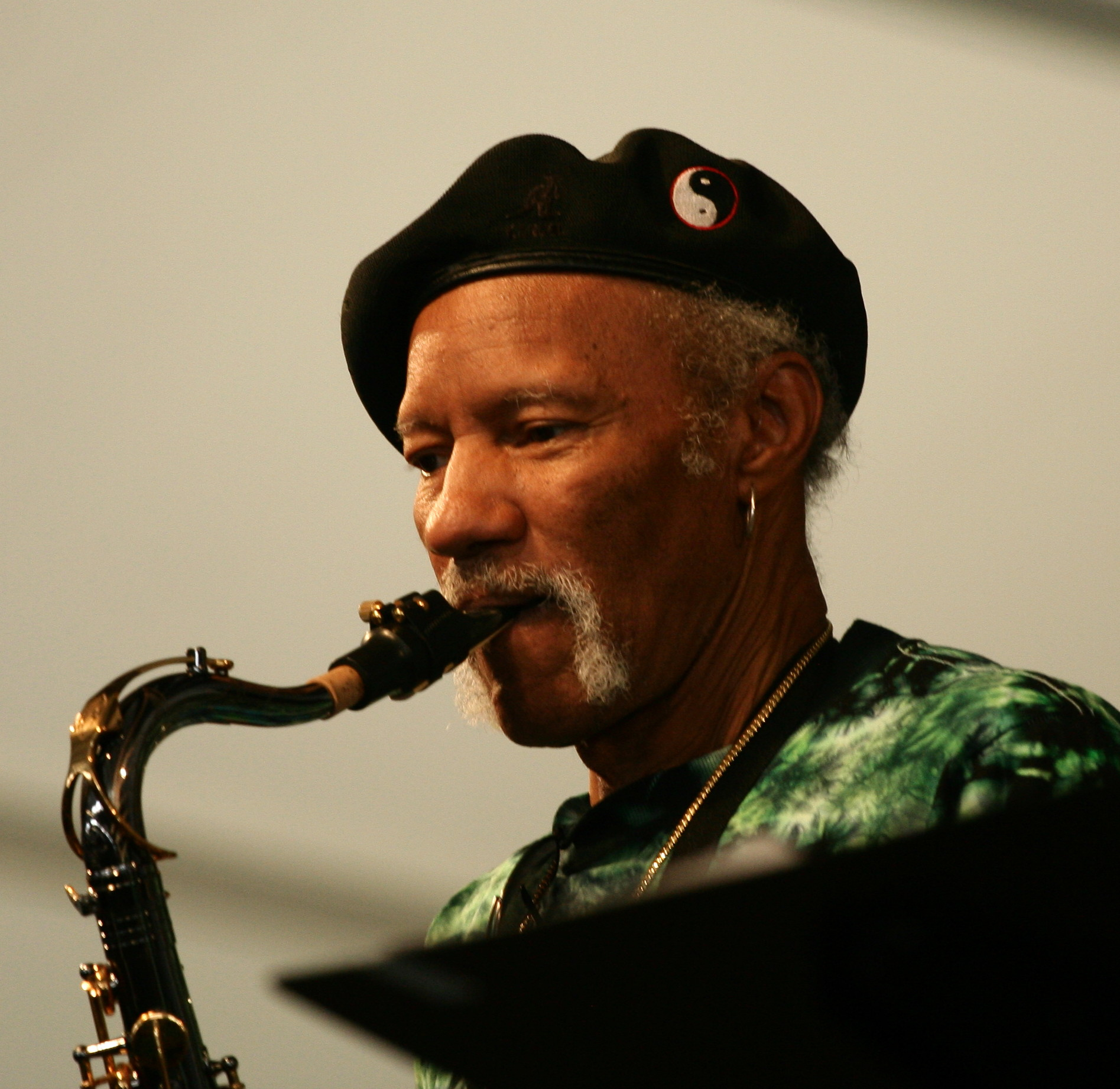
Charles Neville en 2011.
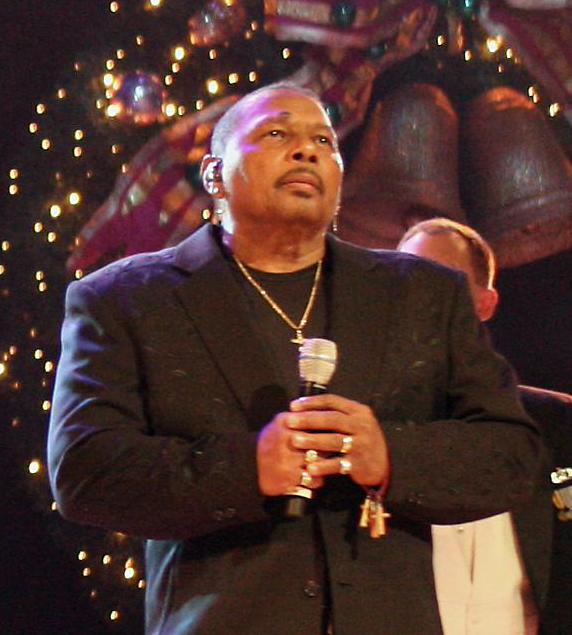
Aaron Neville en 2007.
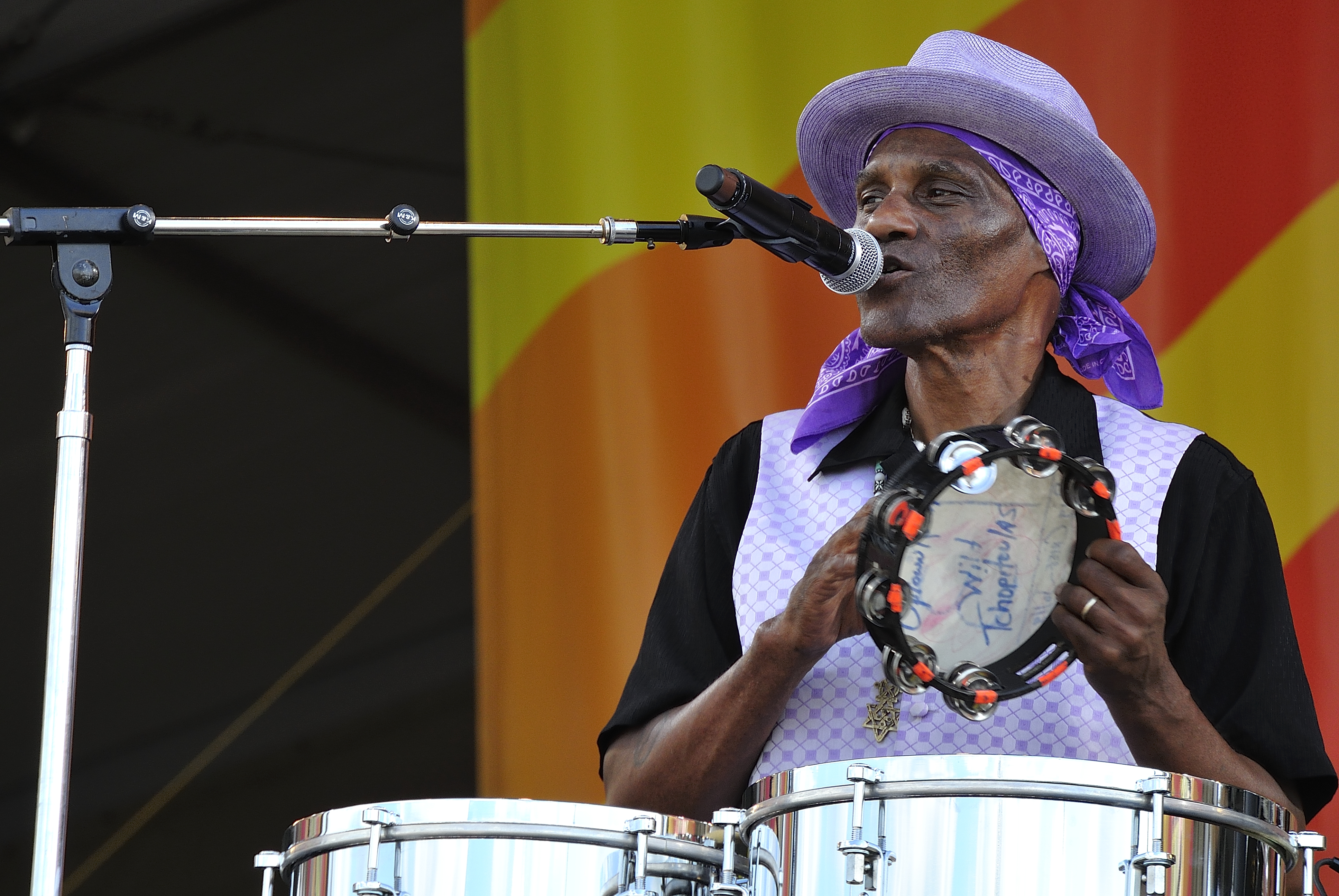
Cyril Neville en 2012.

## Discographie

### Albums studio
- 1978 : The Neville Brothers
- 1981 : Fiyo on the Bayou
- 1987 : Uptown. Invités : Ronnie Montrose, Carlos Santana, Jerry Garcia, Keith Richards et Branford Marsalis
- 1989 : Yellow Moon
- 1990 : Brother's Keeper
- 1992 : Family Groove
- 1995 : Mitakuye Oyasin Oyasin
- 1996 : All My Relations
- 1999 : Valence Street
- 2004 : Walkin in the shadow of life

### Albums en public
- 1982 : Nevillization I
- 1983 : Nevillization II
- 1984 : Neville-ization
- 1994 : Live on Planet Earth
- 1998 : Live at Tipitina's